# ماثيو ميشيل
ماثيو ميشيل (بالإنجليزية: Matthew Michel)‏ هو لاعب كرة الريشة جنوب أفريقي، ولد في 29 مارس 1993.

## وصلات خارجية
- ماثيو ميشيل على موقع BWF.tournamentsoftware.com (الإنجليزية)
- ماثيو ميشيل على موقع BWFbadminton.com (الإنجليزية)